# 三ヶ日町鵺代
三ヶ日町鵺代（みっかびちょうぬえしろ）は静岡県浜松市浜名区の大字。住居表示未実施。

## 地理
浜松市浜名区の西部、三ヶ日地区の中南部に位置する。東側は猪鼻湖に面している。西で三ヶ日町日比沢、南で三ヶ日町下尾奈、北で三ヶ日町釣及び三ヶ日町三ヶ日と接する。

### 湖沼
- 猪鼻湖（浜名湖）

### 河川
- 釣橋川
- 日比沢川
- 鵺代大沢川

## 歴史

### 町名の由来
中世末期までは贄代と称されていたが、江戸時代初期に源頼政の鵺退治伝説に仮託して鵺代に改称された。

### 沿革
- 1889年（明治22年）4月1日 - 町村制の施行により、引佐郡鵺代村が周辺の村と合併して引佐郡西浜名村となる[WEB 8]。旧村名は西浜名村の大字として残る[WEB 9]。
- 1922年（大正11年）5月1日 – 西浜名村が町制施行して三ヶ日町となる。
- 1955年（昭和30年）4月1日 – 三ヶ日町が東浜名村と新設合併し、改めて三ケ日町となる。
- 2005年（平成17年）7月1日 – 三ケ日町外10市町村が浜松市に編入される。大字鵺代から三ケ日町鵺代へ住所表記が変更となる。
- 2007年（平成19年）4月1日 - 浜松市が政令指定都市となる。三ヶ日町鵺代は北区の一部となる。
- 2024年（令和6年）1月1日 - 浜松市の行政区再編により、三ヶ日町鵺代は浜名区の一部となる。

## 施設
- ENEOS三ケ日レークサイドSS（辻屋商店が運営）
- 曹洞宗 龍水山 隣海院
- 八桂神社

## 交通

### 鉄道
- 天竜浜名湖鉄道線

### バス
- 浜松市三ヶ日地域バス（三ヶ日オレンジふれあいバス）南線（浜松バスに委託）
  - ぬえしろの停留所が設置されている。
  - 総合福祉センターを起終点として便によってルートが異なる。

### 道路
- 国道301号（オレンジロード）

## その他

### 学区
小学校・中学校の学区は以下の通りである。
- 浜松市立三ヶ日西小学校
- 浜松市立三ヶ日中学校

### 警察
警察の管轄区域は以下の通りである。
| 番・番地等 | 警察署     | 交番・駐在所 |
| ---------- | ---------- | ------------ |
| 全域       | 細江警察署 | 三ヶ日町交番 |

### 消防
消防の管轄区域は以下の通りである。
| 番・番地等 | 消防署   | 本署/出張所  |
| ---------- | -------- | ------------ |
| 全域       | 北消防署 | 三ヶ日出張所 |

### 指定文化財
- 鵺代のマンサク群落（県指定天然記念物）[WEB 13]

### WEB
1. ↑  “h02_22.csv”.   総務省 (2022年2月10日). 2024年10月15日閲覧。
2. ↑  “静岡県浜松市北区三ヶ日町鵺代 (221350530)｜国勢調査町丁・字等別境界データセット”.   人文学オープンデータ共同利用センター. 2024年11月5日閲覧。
3. ↑  “静岡県 浜松市浜名区 三ヶ日町鵺代の郵便番号 - 日本郵便”.   日本郵便. 2024年10月15日閲覧。
4. ↑  “市外局番の一覧”.   総務省 (2022年3月1日). 2024年10月15日閲覧。
5. ↑  “事業所案内及び管轄地域（事務所3件、分室3件）”.   一般社団法人静岡県自動車会議所. 2024年10月15日閲覧。
6. ↑  “住居表示実施状況／浜松市”.   浜松市 (2024年1月4日). 2024年10月15日閲覧。
7. ↑  “解説ページ”.   株式会社エア. 2024年12月10日閲覧。
8. ↑  “historyofcities.pdf”.   静岡県総務部合併推進室・財団法人静岡県市町村振興協会. 2024年10月15日閲覧。
9. ↑  “解説ページ”.   株式会社エア. 2024年10月15日閲覧。
10. ↑  “学校名から探す／浜松市”.   浜松市 (2024年1月1日). 2024年10月15日閲覧。
11. ↑  “三ヶ日町交番｜静岡県警察”.   静岡県警察 (2024年10月1日). 2024年10月15日閲覧。
12. ↑  “消防署の町別管轄「み」／浜松市”.   浜松市 (2024年3月21日). 2024年10月15日閲覧。
13. ↑  “鵺代のマンサク群落／浜松市”.   浜松市 (2024年6月7日). 2024年12月9日閲覧。